# Aiguilles Rouges d’Arolla
Aiguilles Rouges d’Arolla är en bergstopp i Schweiz.  Den ligger i kantonen Valais, i den södra delen av landet, 100 km söder om huvudstaden Bern.